# Cannonball Takes Charge
Cannonball Takes Charge è il tredicesimo album di Julian Cannonball Adderley, pubblicato nel 1959 dalla Riverside Records.

## Tracce
Lato A
1. If This Isn't Love – 5:28 (E.Y. "Yip" Harburg, Burton Lane)
2. Poor Butterfly – 5:07 (John Golden, Raymond Hubbell)
3. I Guess I'll Hang Out My Tears to Dry – 5:20 (Sammy Cahn, Jules Styne)
4. I've Told Every Little Star – 3:35 (Oscar Hammerstein II, Jerome Kern)

Durata totale: 19:30
Lato B
1. Barefoot Sunday Blues – 7:00 (Julian Cannonball Adderley)
2. Serenata – 4:12 (Leroy Anderson)
3. I Remember You – 6:52 (Johnny Mercer, Victor Schertzinger)

Durata totale: 18:04

## Musicisti
Cannonball Adderley Quartet
- Julian Cannonball Adderley - sassofono alto
- Wynton Kelly - pianoforte
- Paul Chambers - contrabbasso (A1, A3, A4, B1 e B2)
- Jimmy Cobb - batteria (A1, A3, A4, B1 e B2)

- Percy Heath - contrabbasso (A2 e B3)
- Albert Heath - batteria (A2 e B3)